# لاری مالدیو
لاری مالدیو (به دیوهی: ލއާރއި) سکه‌ای به ارزش یک صدم روفیه مالدیو است که از سال ۱۹۶۰ منتشر شده‌است. سکه‌های این نسخه در مقادیر ۱، ۲، ۵، ۱۰، ۲۵ و ۵۰ منتشر شده‌است.
نام این یکای پول از سکه لاری گرفته شده‌است. سکه‌های لاری سیم‌های نقره‌ای بودند که از لار می‌آمدند. جزایر مالدیو قرن هاست که از لاری استفاده می‌کنند اما اولین بار توسط فرانسوا پیرار د لاوال، که در سال ۱۶۰۲–۱۶۰۷ در مالدیو زندگی می‌کرد، منتشر شد. سکه‌های فعلی از طیف وسیعی از فلزات، از جمله نیکل، برنج، مس‌نیکل و آلومینیوم ساخته شده‌اند. این سکه‌ها توسط اداره پولی مالدیو (MMA) منتشر می‌شوند.